# IF Troja-Ljungby
Der IF Troja-Ljungby ist ein schwedischer Eishockeyverein aus Ljungby, der seit 2014 in der dritthöchsten schwedischen Liga, der Hockeyettan spielt. Seine Heimspiele trägt der Club im Sunnerbohov aus, das 3000 Zuschauern Platz bietet.

## Geschichte

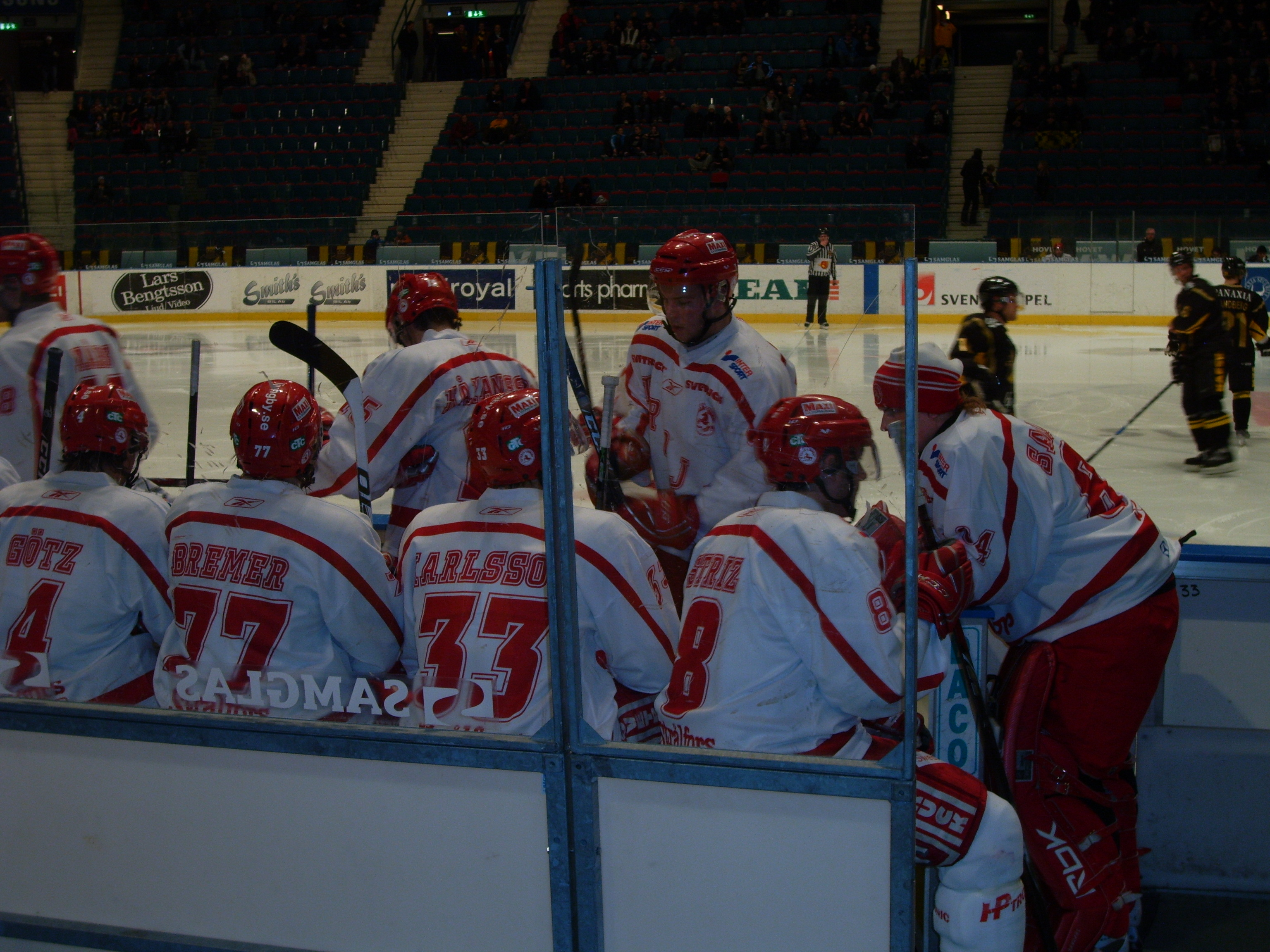
Spieler des IF Troja-Ljungby, 2008

Der Verein wurde am 22. März 1948 gegründet. Schon im gleichen Jahr begann der Spielbetrieb in der Division III, bevor 1954 der Aufstieg in die Division II folgte. Bis Ende der 1970er Jahre verblieb der Verein in dieser Spielklasse. 1976 und 1978 gelang der Aufstieg in die Division I, die damals die zweite Spielklasse darstellte. In den 1980er Jahren etablierte sich das Team in dieser Liga, schied aber oft frühzeitig in den Playoffs aus. Anfang der 1990er Jahre erreichte das Team oft die Kvalserien um den Aufstieg in die Elitserien, scheiterte dort jedoch regelmäßig. Erst 2005 stieg der Verein in die nun drittklassige Division I ab, bevor 2008 der Wiederaufstieg in die HockeyAllsvenskan gelang. 2018 erfolgte erneut der Abstieg in die nunmehr Hockeyettan genannte dritte Liga.
Neben der ersten Herrenmannschaft betreibt der Verein mehrere Hobbyteams und Nachwuchsmannschaften aller Altersklassen.

## Heimspielstätte
Die Eishalle Sunnerbohov wurde 1981 erbaut und wird seither vom IF Troja-Ljungby für dessen Heimspiele genutzt. Sie umfasst 1000 Sitz- und 2000 Stehplätze – der Zuschauerrekord   liegt jedoch bei 4050 Zuschauern. Dieser Rekord wurde am 21. Januar 1996 bei einem Ligaspiel gegen Brynäs IF aufgestellt.

## Bekannte (ehemalige) Spieler
- Johan Andersson
- Peter Eriksson
- Oscar Fantenberg
- Jean-Luc Grand-Pierre
- Morten Green
- Erik Karlsson
- Roger Johansson
- Jacob Larsson
- Ron Pasco
- Chris Rogles
- Rickard Wallin
- Mattias Weinhandl
- Ryan Glenn